# Hans Van Werveke
Johannes Hendrik Cornelis (Hans) Van Werveke (Gent, 22 januari 1898 - Sint-Denijs-Westrem, 7 mei 1974) was een Belgisch historicus en een belangrijk figuur uit de Gentse historische School.

## Levensloop
Van zijn ouders mocht Van Werveke na het beëindigen van de humaniora aan het Gentse atheneum in 1916 niet gaan studeren aan de door de Duitsers vernederlandste Von Bissing Universiteit. Hij volgde lessen aan de Gentse Academie voor Schone Kunsten tot hij in 1919 aan zijn universitaire opleiding kon beginnen.
In 1922 doctoreerde hij onder leiding van de vermaarde mediëvist Henri Pirenne met een proefschrift over het bisdom Terwaan. Na een jaar leraarschap aan het Gentse meisjesatheneum, werd hij in 1924 Nederlandstalig docent aan de tweetalige Gentse universiteit. Tot aan zijn emeritaat in 1966 doceerde hij aan de Rijksuniversiteit Gent oefeningen over de middeleeuwen, algemene economische geschiedenis en geschiedenis van België. Hij deed dit voor alle studenten in de letteren- en in de juridische faculteiten.
Zijn leeropdracht werd in 1925 en 1929 uitgebreid met de werkcolleges in de middeleeuwse geschiedenis, in 1933 werd hij tot gewoon hoogleraar benoemd en vanaf 1941 doceerde hij ook het vak economische geschiedenis.
Van Werveke baseerde zich gewoonlijk op grote hoeveelheden cijfermateriaal, wat in zijn tijd niet zo gangbaar was. Dit stond hem toe baanbrekend werk te verrichten op het gebied van de munt- en financiële geschiedenis, de historische demografie en de (kwantitatieve) sociale geschiedenis.

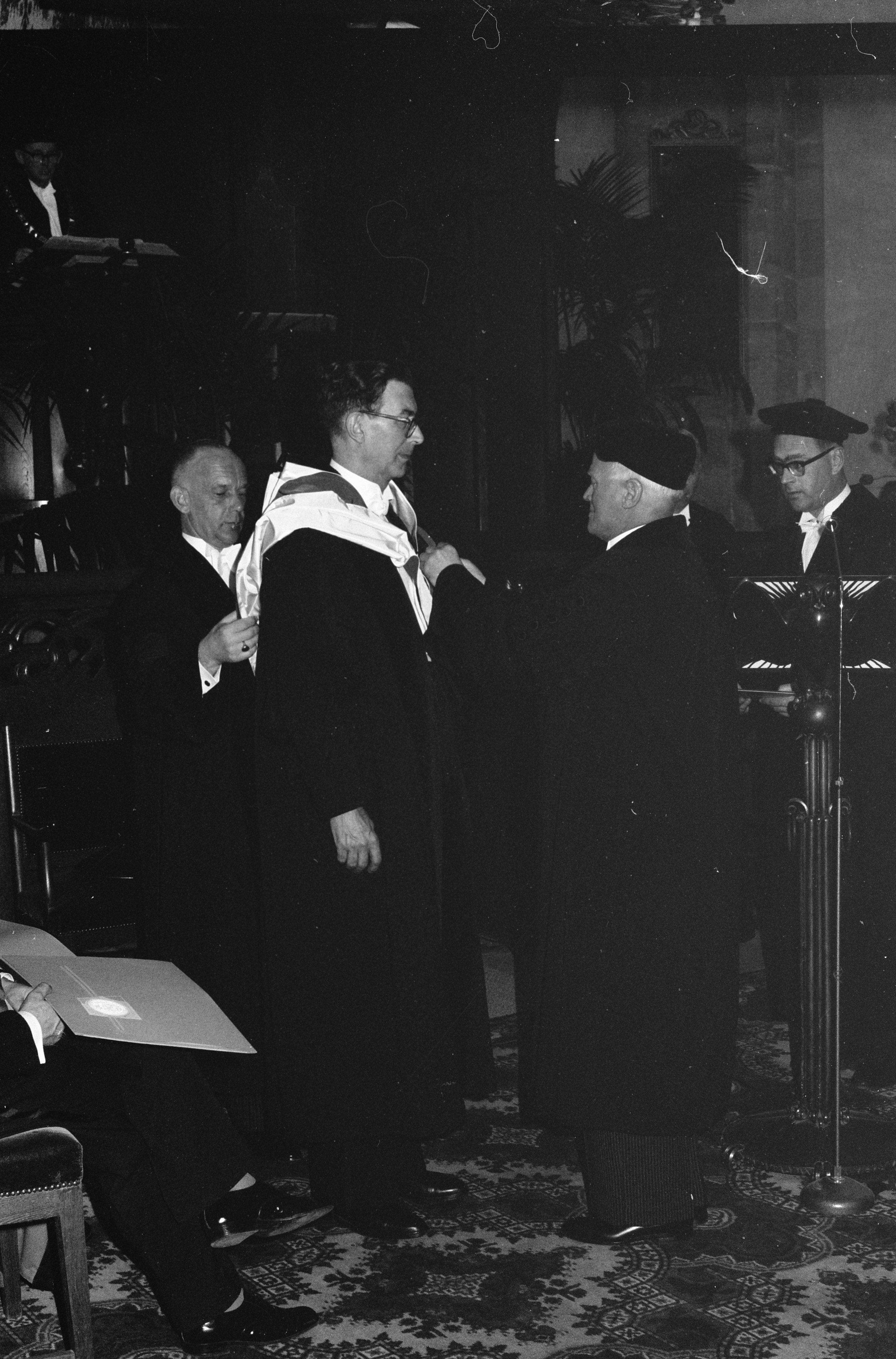
Eredoctoraat Universiteit Utrecht (1961)

In de lijn van Henri Pirenne en van zijn eigen familietraditie (zijn vader Alfons Van Werveke was conservator van de oudheidkundige musea van de stad Gent en van 1903 tot 1917 hulparchivaris van de stad) had hij een grote belangstelling voor de studie van stedelijke samenlevingen, en in het bijzonder van zijn vaderstad Gent.
Hans Van Werveke maakte zich los van de eng-Belgische opvattingen van zijn leermeester Pirenne en onderstreepte de samenhang binnen de diverse vorstendommen in de Noordelijke en Zuidelijke Nederlanden en Noord-Frankrijk. Hij werkte actief mee aan standaardwerken als de Algemene geschiedenis der Nederlanden en organiseerde mee de Belgisch-Nederlandse Historische Congressen. De uitwisseling van gastprofessoren in de geschiedenis, in het bijzonder tussen de universiteiten van Gent en Utrecht ging hem ter harte. Deze laatste universiteit verleende hem in 1961 een eredoctoraat.
Van Werveke legateerde zijn bibliotheek aan het Gentse stadsarchief.

## Willemsfonds
Van Werveke was ondervoorzitter (1938-1951) en voorzitter (1951-1961) van het Willemsfonds. Hij drukte vanuit deze functie zijn stempel op het Vlaams liberalisme. Ook via het Liberaal Vlaams Verbond had hij invloed. Zijn standpunten in verband met actuele onderwerpen zoals de taalgrens vertolkte hij voor het grote publiek in artikelen in Het Laatste Nieuws.
Hij was na de dood van Julius Hoste jr. de eerste voorzitter van de Stichting Het Laatste Nieuws, die moest waken over de liberale en humanistische lijn van de krant. Zoals in zijn lessen en publicaties viel ook hier zijn zorg voor de gesproken en geschreven taal op, kenmerk van de meeste professoren van de eerste generatie aan de vernederlandste Rijksuniversiteit.

## Publicaties
- Miscellanea mediaevalia, Gent, 1968, een verzameling studies over sociaal-economische geschiedenis, met biografie door François-Louis Ganshof en bibliografie tot 1968.
- De Gentsche Stadsfinancien in de middeleeuwen, Brussel 1935
- Bruges et Anvers: huit siècles de commerce Flamand, 1944
- Brugge en Antwerpen. Acht eeuwen Vlaamse Handel, 1941
- Gand: esquisse d'histoire sociale, Brussel 1946
- Gent, schets van een sociale geschiedenis, Gent, 1947.
- De economische ontwikkeling van Vlaanderen van het einde van de XVIIIe tot het begin van de XXe eeuw, in: Geschiedenis van Vlaanderen, T. 6, Antwerpen 1949.
- Jacques van Artevelde, Brussel 1949
- Geschiedenis van België en van Belgisch Kongo, 1951 (cursus Universiteit Gent), 1959, 1961
- Talenstrijd in België, 1962.
- Burgus: versterking of nederzetting?, 1965
- Langs Clio's paden, 1969
- Een Vlaamse graaf van Europees formaat - Filips van de Elzas, 1976